# Smiths Bench
Die Smiths Bench ist eine bankähnliche Erhebung im Norden des ostantarktischen Viktorialands. Sie ragt 8 km nordwestlich des Mount Baldwin in den Freyberg Mountains auf.
Das Advisory Committee on Antarctic Names benannte sie 1964 nach William M. Smith, Psychologe und Mitglied der Mannschaft des United States Antarctic Research Program zur Durchquerung und Erkundung des Viktorialands zwischen 1959 und 1960.